# Бекичево
Бекичево — деревня в Большесельском сельском поселении Большесельского района Ярославской области.

## Население
По данным статистического сборника «Сельские населенные пункты Ярославской области на 1 января 2007 года», в деревне Бекичево не числится постоянных жителей. По топокарте на 1981 год в деревне проживало 0,01 тыс. человек. 

## География
Деревня расположена в 5 км к югу от районного центра Большое село, на правом восточном берегу реки Молокша, левого притока Юхоти. Река Молокша протекает в глубокой долине, деревни по её берегам стоят на возвышенности, над долиной. Напротив Бекичево, на противоположном левом берегу стоит деревня Тупайцево. Выше по течению, также на левом берегу Желудьево. Ниже  Бегичево по течению, к северу, на том же правом берегу стоит деревня Колошино. Восточнее Бекичево по правому берегу Молокши проходит дорога из Большого Села к Высоково.